# Seznam českých příjmení, A
Toto je seznam českých příjmení začínajících na písmeno A. Seznam zatím zahrnuje pouze příjmení s více než 200 mužskými nositeli.
| Příjmení  | Počet | Přechýleně  | Počet | ORP s největší hustotou |
| --------- | ----- | ----------- | ----- | ----------------------- |
| Adámek    | 3 518 | Adámková    | 3 756 | Hlinsko                 |
| Adámek    | 3 518 | Adámeková   | 2     | Hlinsko                 |
| Adamec    | 3 191 | Adamcová    | 3 344 | Žamberk                 |
| Adam      | 2 342 | Adamová     | 2 386 | Ivančice                |
| Antoš     | 1 480 | Antošová    | 1 534 | Hodonín                 |
| Anděl     | 1 214 | Andělová    | 1 270 | Milevsko                |
| Andrle    | 1 154 | Andrlová    | 1 286 | Polička                 |
| Albrecht  | 1 092 | Albrechtová | 1 091 | Vimperk                 |
| Ambrož    | 1 042 | Ambrožová   | 1 085 | Velké Meziříčí          |
| Andrýsek  | 636   | Andrýsková  | 696   | Holešov                 |
| Alexa     | 547   | Alexová     | 588   | Boskovice               |
| Adamčík   | 572   | Adamčíková  | 533   | Frenštát pod Radhoštěm  |
| Andrlík   | 474   | Andrlíková  | 487   | Polička                 |
| Aubrecht  | 465   | Aubrechtová | 506   | Rokycany                |
| Anderle   | 448   | Anderlová   | 472   | Český Krumlov           |
| Anderle   | 448   | Anderleová  | 1     | Český Krumlov           |
| Absolon   | 444   | Absolonová  | 470   | Litovel                 |
| Altman    | 410   | Altmanová   | 447   | Mnichovo Hradiště       |
| Abraham   | 409   | Abrahamová  | 419   | Mnichovo Hradiště       |
| Andrš     | 406   | Andršová    | 420   | Dobruška                |
| Antl      | 406   | Antlová     | 402   | Konice                  |
| Adamík    | 395   | Adamíková   | 399   | Holešov                 |
| Abrahám   | 361   | Abrahámová  | 363   | Hořovice                |
| Albert    | 331   | Albertová   | 333   | Trhové Sviny            |
| Augusta   | 327   | Augustová   | 366   | Humpolec                |
| Andres    | 293   | Andresová   | 300   | Kostelec nad Orlicí     |
| Arnošt    | 288   | Arnoštová   | 281   | Rychnov nad Kněžnou     |
| Adamus    | 267   | Adamusová   | 272   | Frýdek-Místek           |
| Antonín   | 266   | Antonínová  | 267   | Kuřim                   |
| Arnold    | 226   | Arnoldová   | 203   | Kraslice                |
| Adler     | 218   | Adlerová    | 246   | Židlochovice            |
| Anton     | 215   | Antonová    | 242   | Nepomuk                 |
| Adamovský | 209   | Adamovská   | 225   | Pacov                   |
| Ambros    | 209   | Ambrosová   | 210   | Pohořelice              |